# Lovedrive
Albums de Scorpions
Tokyo Tapes
(1978) Animal Magnetism
(1980)
Singles
1. Is There Anybody There?
Sortie : 25 février 1979
2. Lovedrive
Sortie : 1979
3. Another Piece of Meat
Sortie : 1979

Lovedrive est le sixième album du groupe allemand de hard rock Scorpions. Il est sorti le 25 février 1979  sur le label Harvest / EMI et a été produit par Dieter Dierks. Cet album marque un changement stylistique important et ouvre au groupe la voie du succès international. Il est souvent considéré comme l'un des meilleurs albums des Scorpions.

## Historique
Comme pour les albums précédents, cet album fut enregistré dans les studios de Dieter Dierks à Stommeln, près de Cologne en Allemagne. Il est le premier pour le label EMI (Mercury Records pour l'Amérique du Nord) depuis le depart du groupe de RCA Records. L'enregistrement s'étala de septembre à décembre 1978. 

### Description
Cet album signe le retour sur les pistes 2, 4 et 7 du guitariste Michael Schenker, frère de Rudolf, qui avait quitté le groupe en 1972 après l'album Lonesome Crow. Mais c'est surtout le premier album où apparaît Matthias Jabs, nouveau guitariste soliste du groupe, qui succède dans cette tâche à Ulrich Roth.
En effet Roth ayant quitté Scorpions en 1978, le groupe doit remplacer un guitariste soliste d'exception. Ils entreprennent donc des auditions à Londres pour trouver le digne successeur de Roth. Mais après plus de cent quarante auditions infructueuses, c'est finalement à Hanovre, ville natale du groupe, que le nouveau guitariste est trouvé : c'est un ami du bassiste du groupe, Francis Buchholz, nommé Matthias Jabs. Avant de se lancer avec succès dans l'aventure Scorpions, Jabs faisait déjà partie d'un groupe de Hanovre nommé Lady. Selon l'intéressé, son recrutement s'est passé plutôt tranquillement. Il avait en fait été invité par Scorpions à une petite session improvisée, sans savoir que le groupe recherchait un nouveau guitariste. Voilà formé le line-up classique des Scorpions (Meine/Schenker/Jabs/Buchholz/Rarebell) qui durera jusqu'au début des années 1990. À peine recruté, Jabs laisse sa place dans le groupe car l'ex-membre des Scorpions Michael Schenker, frère de Rudolf et guitariste soliste virtuose, qui venait de quitter le groupe UFO était revenu proposer ses services pour l'enregistrement de Lovedrive. Il participe à l'écriture de Coast to Coast et Holiday (mais n'est pas crédité pour des raisons de droits artistiques) et joue les solos de Another Piece of Meat, Coast to Coast, Loving You Sunday Morning (le premier solo - le second est joué par Matthias Jabs) et Lovedrive. Mais une fois la tournée européenne démarrée, son alcoolisme et son instabilité le font disparaître après deux dates et Jabs fut définitivement réintégré au sein des Scorpions en tant que membre permanent.
Avec ce recrutement et le départ de Roth, Scorpions entreprend avec Lovedrive un important tournant stylistique dans sa carrière, en mettant au point un son plus moderne et hard rock mais aussi des ballades plus abordables pour le grand public. En effet le style de Jabs à la guitare, un peu similaire à Van Halen, donne une touche plus fluide aux compositions, moins baroque que le jeu de Roth. De plus, le départ de ce dernier laisse le champ libre au duo Schenker/Meine pour les compositions, ce qui oriente encore plus le groupe vers ce son différent. Néanmoins ce changement n'est pas radical et l'on peut retrouver des similitudes stylistiques entre Lovedrive et l'album précédent du groupe Taken by Force. Cet album, grâce aux compositions de qualité et à ce son différent et nouveau qui annonce le style du Scorpions des années 1980, ouvre au groupe la voie du succès international qui se confirmera dans les années suivantes. Les membres du groupe profitent de ce changement stylistique pour adopter également un look davantage en phase avec ce nouveau son. Ils remplacent le style vestimentaire psychédélique des années 1970 par des vestes et pantalons de cuir noir ou autres vêtements moulants qu'ils portent aujourd'hui encore sur scène. 
Il contient de nombreux classiques du groupe, comme l'instrumental Coast to Coast qui permet à Klaus Meine de montrer en public ses talents de guitariste, deux ballades, Holiday, une des ballades préférées des fans, et Always Somewhere, et une chanson mêlant astucieusement hard rock et reggae Is There Anybody There?, sans oublier le titre reprenant celui de l’album.[réf. nécessaire]

### Réception
Lovedrive est d'ailleurs le premier album du groupe à se classer dans les charts du Billboard 200, 55e comme meilleure place, aux États-Unis et a été certifié disque d'or dans ce pays, ce qui en fait le premier succès notable du groupe sur le continent américain. En Europe, Il atteindra la 11e place dans les charts allemands et la 10e en France et sera récompensé d'un disque d'or dans ces deux pays. Il sera aussi le premier album du groupe à se classer dans les charts britanniques, avec une 36e meilleure place.
Le premier single extrait de l'opus, Is There Anybody There?, sera le premier titre du groupe à se classer dans les charts (39e au UK Singles Chart en juin 1979).

### La pochette
La pochette du disque fait de nouveau parler d'elle (dans une voiture, un homme a sa main reliée par un long chewing-gum au sein d'une femme) : elle est censurée dans plusieurs pays, comme l'ont été celles des trois albums précédents, mais est néanmoins élue « pochette de l'année » par le magazine Playboy. Elle est signée par Storm Thorgerson pour la firme de graphisme anglaise Hipgnosis.

### Réédition de 2015
Une réédition de Lovedrive (50th Anniversary Deluxe Edition) a été faite en 2015 avec un DVD du concert Live in Japan de 1979 et un documentaire de 47 minutes, The Story of “Lovedrive” et un CD comportant, en plus des huit titres originaux, deux versions démo inédites, l'une de Holiday durant 9 min 34 et l'autre, ’Cause I Love You, de 4 min 31.

## Liste des titres

### Face 1
| No | Titre                     | Paroles                      | Musique               | Durée |
| -- | ------------------------- | ---------------------------- | --------------------- | ----- |
| 1. | Loving You Sunday Morning | Klaus Meine, Herman Rarebell | Rudolf Schenker       | 5:41  |
| 2. | Another Piece of Meat     | Rarebell                     | R. Schenker, Rarebell | 3:32  |
| 3. | Always Somewhere          | Meine                        | R. Schenker           | 4:57  |
| 4. | Coast to Coast            | Instrumental                 | R. Schenker           | 4:44  |

### Face 2
| No | Titre                   | Paroles         | Musique     | Durée |
| -- | ----------------------- | --------------- | ----------- | ----- |
| 5. | Can't Get Enough        | Meine           | R. Schenker | 2:38  |
| 6. | Is There Anybody There? | Meine, Rarebell | R. Schenker | 3:58  |
| 7. | Lovedrive               | Meine           | R. Schenker | 4:52  |
| 8. | Holiday                 | Meine           | R. Schenker | 6:34  |

### Titres bonus édition Deluxe 2015
| No  | Titre                           | Paroles | Musique     | Durée |
| --- | ------------------------------- | ------- | ----------- | ----- |
| 9.  | Cause I Love You (version démo) | Meine   | R. Schenker | 4:31  |
| 10. | Holiday (version démo)          | Meine   | R. Schenker | 9:34  |

### Menu DVD bonus édition Deluxe 2015
| 1.  | Intro                                                                                                   | 0:50  |
| 2.  | We'll Burn The Sky                                                                                      | 7:27  |
| 3.  | Lovedrive                                                                                               | 4:48  |
| 4.  | Life's Like A River                                                                                     | 4:04  |
| 5.  | Fly To The Rainbow                                                                                      | 2:28  |
| 6.  | Is There Anybody There?                                                                                 | 4:07  |
| 7.  | Another Piece Of Meat                                                                                   | 3:15  |
| 8.  | Can't Get Enough                                                                                        | 6:23  |
| 9.  | Kojo No Tsuki                                                                                           | 3:09  |
| 10. | The Story Of "Lovedrive" (Interviews de Klaus Meine, Rudolf Schenker, Matthias Jabs et Herman Rarebell) | 46:57 |

## Composition du groupe
- Klaus Meine : chant
- Rudolf Schenker : guitares, chœurs
- Matthias Jabs : guitares
- Francis Buchholz : basse
- Herman Rarebell : batterie, chœurs

Invité
- Michael Schenker : guitares sur les pistes 1 (premier solo), 2, 4 et 7

## Charts et certifications

### Album
Charts
| Pays         | Durée du classement | Meilleur classement | Date             |
| ------------ | ------------------- | ------------------- | ---------------- |
| Allemagne    | 24 semaines         | 11e                 | 26 mars 1979     |
| Belgique (W) | 1 semaine           | 124e                | 14 novembre 2015 |
| États-Unis   | 23 semaines         | 55e                 | 9 septembre 1979 |
| France       | 53 semaines         | 10e                 | 9 mars 1979      |
| Royaume-Uni  | 11 semaines         | 36e                 | 2 juin 1979      |
| Suède        | 2 semaines          | 32e                 | 6 avril 1979     |

Certifications
| Pays       | Certification | Ventes    | Date        |
| ---------- | ------------- | --------- | ----------- |
| Allemagne  | Or            | 250 000 + | 1984        |
| États-Unis | Or            | 500 000 + | 28 mai 1986 |
| France     | Or            | 100 000 + | 1981        |

### Singles
Charts
| Single                 | Chart            | Durée du classement | Position | Date               |
| ---------------------- | ---------------- | ------------------- | -------- | ------------------ |
| Is There Anybody There | UK Singles Chart | 4 semaines          | 39e      | 2 juin 1979        |
| Lovedrive              | UK Singles Chart | 2 semaines          | 69e      | 1er septembre 1979 |